# Adolfo, Grão-Duque de Luxemburgo
Adolfo, Grão-Duque de Luxemburgo, (Biebrich, 24 de julho de 1817 — Hohenburg, 17 de novembro de 1905) foi o último duque de Nassau e o quarto grão-duque de Luxemburgo.

## Família e ascensão
Ele era o segundo filho de Guilherme, Duque de Nassau (1792-1839) e de sua primeira esposa, Carlota Luísa Frederica de Saxe-Altenburgo. Sua meia-irmã, a princesa Sofia de Nassau, casou-se com o rei Óscar II da Suécia. No dia 30 de agosto de 1839, depois da morte de seu pai, Adolfo tornou-se duque de Nassau. Ele apoiou o Império Austríaco durante a Guerra das Sete Semanas, em 1866. Depois da derrota da Áustria, Nassau foi anexado pelo Reino da Prússia.
Em 1879, a sobrinha de Adolfo, Ema de Waldeck e Pyrmont, a filha de uma de suas meia-irmãs, desposou seu distante parente, o rei Guilherme III dos Países Baixos. Em 1890, a única filha deles, Guilhermina dos Países Baixos, sucedeu ao trono holandês, mas foi excluída da sucessão ao trono luxemburguês pela lei sálica. O grão-ducado, que estivera ligado com os Países Baixos desde 1815, passou então para o desapossado duque Adolfo.

## Casamentos
Em 31 de janeiro de 1844, em São Petersburgo, Adolfo casou-se com a grã-duquesa Isabel Mikhailovna da Rússia, neta do czar Paulo I, que morreu menos de um ano depois, ao dar à luz uma menina que também não sobreviveu.
No dia 23 de abril de 1851, Adolfo desposou a princesa Adelaide Maria de Anhalt-Dessau, uma filha do príncipe Frederico Augusto de Anhalt-Dessau. Eles tiveram cinco filhos, dos quais apenas dois passaram dos dezoito anos e se tornaram príncipe e princesa de Luxemburgo.
O filho mais velho, Guilherme, tornou-se grão-duque de Luxemburgo com a morte de seu pai em 1905. Sua única filha, a princesa Hilda, casou-se com o grão-duque Frederico II de Baden.

## Descendência
- Guilherme de Nassau (1852-1912), depois Guilherme IV de Luxemburgo.
- Frederico de Nassau (1854-1855)
- Maria de Nassau (1857-1857)
- Francisco de Nassau (1859-1875)
- Hilda de Nassau (1864-1952), depois grã-duquesa de Baden.